# Choisy-en-Brie
Pour les articles homonymes, voir Choisy (homonymie).
Choisy-en-Brie est une commune française située dans le département de Seine-et-Marne en région Île-de-France.

## Géographie

### Localisation
Choisy-en-Brie est situé dans la Brie à environ 12 km au sud-est de Coulommiers et à 8,2 km par la route au sud-ouest de La Ferté-Gaucher,.

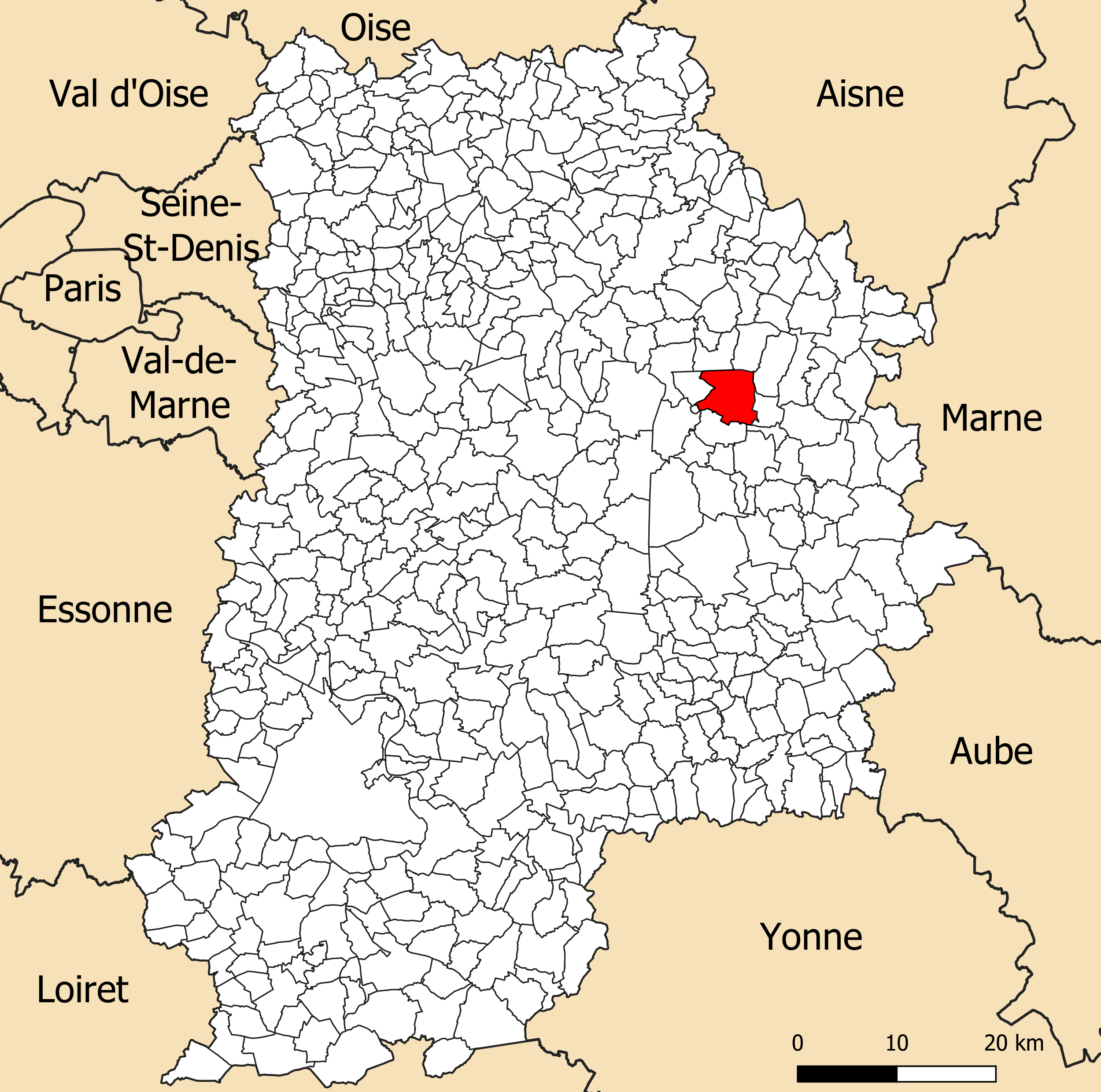
Localisation de la commune de Choisy-en-Brie dans le département de Seine-et-Marne.

### Communes limitrophes

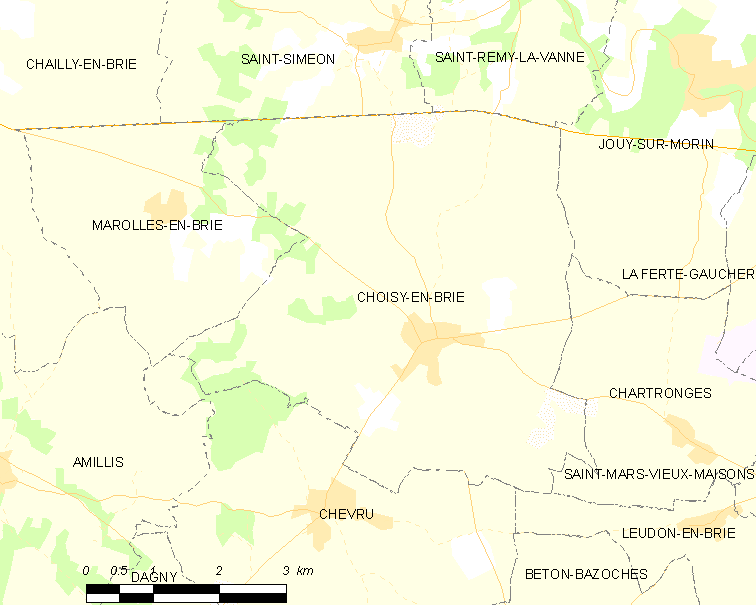
Carte des communes limitrophes de Choisy-en-Brie.

| Saint-Siméon     | Saint-Rémy-la-Vanne | Jouy-sur-Morin |
| Marolles-en-Brie | Choisy-en-Brie      | Chartronges    |
| Chevru           |                     | Leudon-en-Brie |

### Géologie et relief
L'altitude de la commune varie de 99 mètres à 164 mètres pour le point le plus haut, le centre du bourg se situant à environ 144 mètres d'altitude (mairie). Elle est classée en zone de sismicité 1, correspondant à une sismicité très faible.

### Hydrographie
Le système hydrographique de la commune se compose de  neuf cours d'eau référencés :
- le ru de Vannetin ou ru de Piétrée, long de 18,63 km[4], affluent du Grand Morin ;
  - un bras de Piétrée, long de 0,2 km[5].
  - ses sept affluents[Note 2] : 
    - le ru de Vanneau, long de 3,06 km[6] ;
    - la Payenne, longue de 2,57 km[7] ;
    - le ru de Non Gerard ou Fossé 01 de Milhard, long de 1,63 km[8] ;
    - le fossé 01 du Bois des Vignettes, long de 1,38 km[9] ;
    - le fossé 01 des Queurses, long de 1,18 km[10] ;
    - le fossé 01 de la Courtine, long de 1,04 km[11] ;
    - le cours d'eau 02 de la Tuilerie, long de 0,9 km[12] ;

La longueur totale des cours d'eau sur la commune est de 16,72 km.

### Climat
Pour des articles plus généraux, voir Climat de l'Île-de-France et Climat de Seine-et-Marne.
En 2010, le climat de la commune est de type climat océanique dégradé des plaines du Centre et du Nord, selon une étude du CNRS s'appuyant sur une série de données couvrant la période 1971-2000. En 2020, Météo-France publie une typologie des climats de la France métropolitaine dans laquelle la commune est exposée à un climat océanique altéré et est dans la région climatique Nord-est du bassin Parisien, caractérisée par un ensoleillement médiocre, une pluviométrie moyenne régulièrement répartie au cours de l’année et un hiver froid (3 °C).
Pour la période 1971-2000, la température annuelle moyenne est de 10,5 °C, avec une amplitude thermique annuelle de 15,4 °C. Le cumul annuel moyen de précipitations est de 709 mm, avec 12 jours de précipitations en janvier et 8 jours en juillet. Pour la période 1991-2020, la température moyenne annuelle observée sur la station météorologique la plus proche, située sur la commune de Chevru à 3 km à vol d'oiseau, est de 11,2 °C et le cumul annuel moyen de précipitations est de 697,7 mm,. Pour l'avenir, les paramètres climatiques de la commune estimés pour 2050 selon différents scénarios d'émission de gaz à effet de serre sont consultables sur un site dédié publié par Météo-France en novembre 2022.
| Mois                                  | jan.            | fév.           | mars          | avril         | mai             | juin           | jui.           | août           | sep.         | oct.            | nov.          | déc.             | année      |
| ------------------------------------- | --------------- | -------------- | ------------- | ------------- | --------------- | -------------- | -------------- | -------------- | ------------ | --------------- | ------------- | ---------------- | ---------- |
| Température minimale moyenne (°C)     | 1,3             | 1,3            | 3,3           | 5,1           | 8,7             | 11,5           | 13,3           | 13,2           | 10,4         | 7,8             | 4,2           | 2                | 6,8        |
| Température moyenne (°C)              | 3,7             | 4,4            | 7,5           | 10,2          | 13,9            | 17             | 19,3           | 19,2           | 15,7         | 11,8            | 7,1           | 4,4              | 11,2       |
| Température maximale moyenne (°C)     | 6,1             | 7,4            | 11,7          | 15,3          | 19              | 22,5           | 25,3           | 25,3           | 21           | 15,7            | 9,9           | 6,7              | 15,5       |
| Record de froid (°C) date du record   | −15,8 08.01.10  | −13,9 04.02.12 | −9,2 13.03.13 | −4,4 06.04.21 | −1,3 05.05.1996 | 1,4 04.06.1991 | 5,5 13.07.1993 | 4,6 26.08.1993 | 1,8 30.09.22 | −3,8 30.10.1997 | −9,7 30.11.10 | −12,7 31.12.1996 | −15,8 2010 |
| Record de chaleur (°C) date du record | 15,6 05.01.1999 | 18,6 27.02.19  | 24,6 31.03.21 | 28,2 20.04.18 | 30,9 27.05.05   | 35,8 27.06.11  | 41,5 25.07.19  | 39,7 12.08.03  | 34 09.09.23  | 28,3 01.10.11   | 21 07.11.15   | 16,6 07.12.00    | 41,5 2019  |
| Précipitations (mm)                   | 57,8            | 52,6           | 51,2          | 51,6          | 67,1            | 51,5           | 55,9           | 56             | 56,1         | 64,7            | 60,9          | 72,3             | 697,7      |

### Milieux naturels et biodiversité

#### Réseau Natura 2000

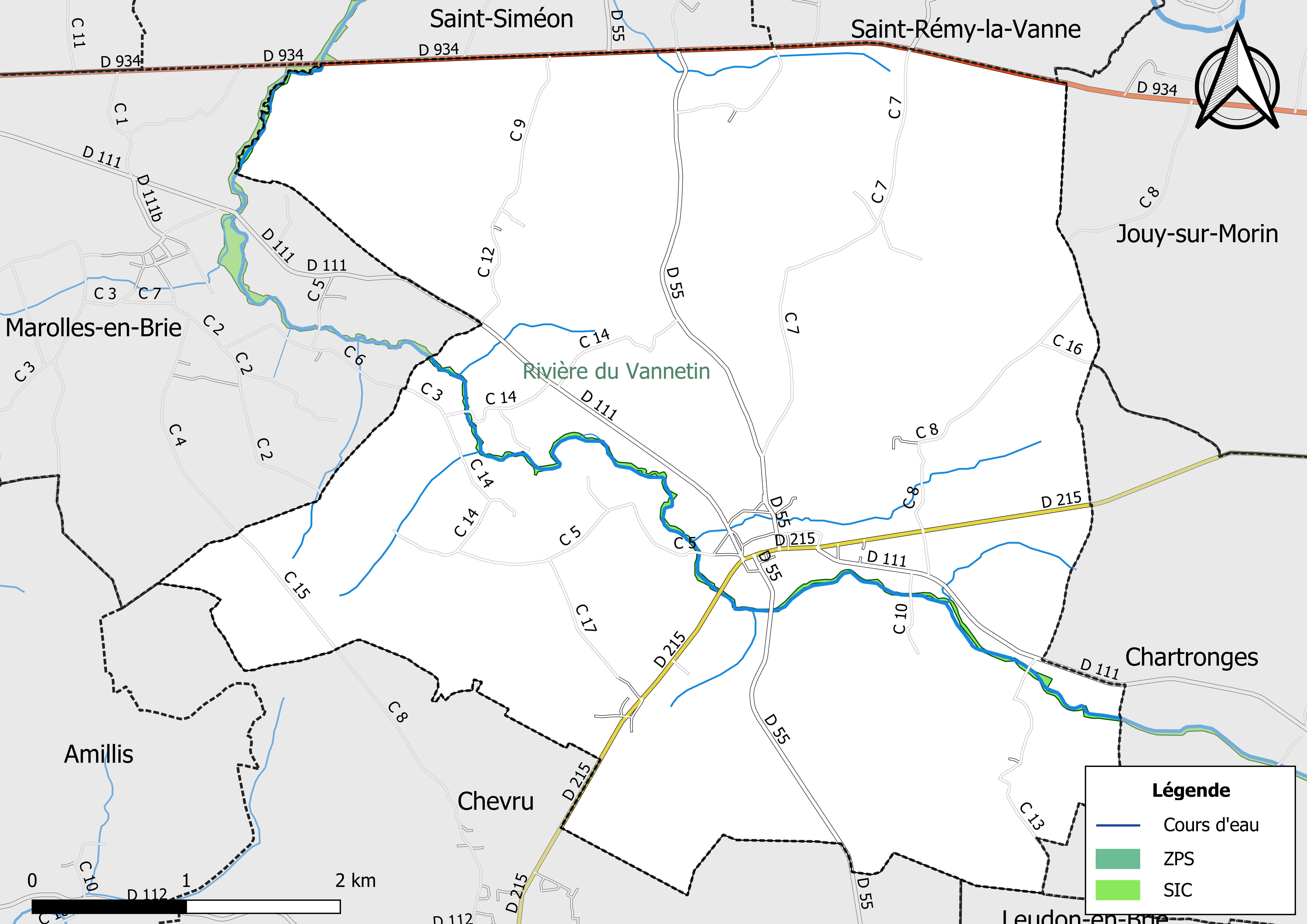
Sites Natura 2000 sur le territoire communal.

Le réseau Natura 2000 est un réseau écologique européen de sites naturels d’intérêt écologique élaboré à partir des Directives « Habitats » et « Oiseaux ». Ce réseau est constitué de Zones spéciales de conservation (ZSC) et de Zones de protection spéciale (ZPS). Dans les zones de ce réseau, les États Membres s'engagent à maintenir dans un état de conservation favorable les types d'habitats et d'espèces concernés, par le biais de mesures réglementaires, administratives ou contractuelles.
Un site Natura 2000 a été défini sur la commune au titre de la « directive Habitats » : 
la « Rivière du Vannetin », d'une superficie de 63,3 ha, une rivière de première catégorie piscicole située dans un contexte agricole encore varié et extensif mais qui a conservé des écosystèmes naturels particulièrement riches pour la région Île-de-France. Ce cours d’eau accueille des populations de Lamproie de Planer et de Chabot. La Loche de rivière a aussi été observée sur le site,.

## Urbanisme

### Typologie
Au 1er janvier 2024, Choisy-en-Brie est catégorisée bourg rural, selon la nouvelle grille communale de densité à sept niveaux définie par l'Insee en 2022.
Elle est située hors unité urbaine. Par ailleurs la commune fait partie de l'aire d'attraction de Paris, dont elle est une commune de la couronne,. Cette aire regroupe 1 929 communes,.

### Occupation des sols
En 2018, le territoire de la commune se répartit en 86,6 % de terres arables, 5,9 % de forêts, 4,9 % de zones agricoles hétérogènes, 2,6 % de zones urbanisées et < 0,5 % de prairies.

### Lieux-dits et écarts
La commune compte 191 lieux-dits administratifs répertoriés consultables ici (source : le fichier Fantoir) dont Villars, les Deux Maisons, la Boulois, Champbonnois, la Fresnois, la Carrouge, l'Épauche, la Brosse, l'Hommée, le Fays, le Montcel, le Merger, les Queurses et Cofféry.

### Logement
En 2016, le nombre total de logements dans la commune était de 636 dont 96,4 % de maisons et 3,6 % d’appartements.
Parmi ces logements, 85,2 % étaient des résidences principales, 4,8 % des résidences secondaires et 10 % des logements vacants.
La part des ménages propriétaires de leur résidence principale s’élevait à 83,2 % contre 15,4 % de locataires et 1,4 % logés gratuitement.

### Voies de communication et transports

#### Transports
La commune est desservie par la ligne d’autocars No 10 (Coulommiers - Meilleray) ) du réseau Transdev-IdF.

## Toponymie
Le nom de la localité est mentionné sous les formes Villa Choisiaci en 1109 ; Chosiacum en 1135 ; Ecclesia de Choisiaco en 1135, ; Choysiacum en 1208 ; Villa Chosiaci en 1217 ; Choisiacum in Bria en 1237 ; Choisi en 1274 ; Choisi an Brie en 1278 ; Chosiacum in Bria en 1299, ; Choisy en l'an IX.

## Politique et administration

### Liste des maires
| Période                                  | Période   | Identité         | Étiquette | Qualité                                                            |
| ---------------------------------------- | --------- | ---------------- | --------- | ------------------------------------------------------------------ |
| Les données manquantes sont à compléter. |           |                  |           |                                                                    |
| maire en 1835                            | ?         | M. Nottin père   |           | Notaire, conseiller d'arrondissement                               |
|                                          |           |                  |           |                                                                    |
| 1981                                     | mars 1989 |                  |           |                                                                    |
| mars 1989                                | mai 2020  | Alain Beaufort   | LR        | Retraité                                                           |
| mai 2020                                 | En cours  | Daniel Talfumier |           | Gérant de société Vice-président de la CC des Deux Morin (2020 → ) |

## Population et société

### Démographie
L'évolution du nombre d'habitants est connue à travers les recensements de la population effectués dans la commune depuis 1793. Pour les communes de moins de 10 000 habitants, une enquête de recensement portant sur toute la population est réalisée tous les cinq ans, les populations de référence des années intermédiaires étant quant à elles estimées par interpolation ou extrapolation. Pour la commune, le premier recensement exhaustif entrant dans le cadre du nouveau dispositif a été réalisé en 2008.

En 2022, la commune comptait 1 331 habitants, en évolution de −3,48 % par rapport à 2016 (Seine-et-Marne : +3,92 %, France hors Mayotte : +2,11 %).
| 1793  | 1800  | 1806  | 1821  | 1831  | 1836  | 1841  | 1846  | 1851  |
| ----- | ----- | ----- | ----- | ----- | ----- | ----- | ----- | ----- |
| 1 069 | 1 203 | 1 245 | 1 318 | 1 305 | 1 311 | 1 225 | 1 281 | 1 317 |

| 1856  | 1861  | 1866  | 1872  | 1876  | 1881  | 1886  | 1891  | 1896  |
| ----- | ----- | ----- | ----- | ----- | ----- | ----- | ----- | ----- |
| 1 330 | 1 330 | 1 338 | 1 183 | 1 145 | 1 089 | 1 064 | 1 004 | 1 001 |

| 1901 | 1906 | 1911 | 1921 | 1926 | 1931 | 1936 | 1946 | 1954 |
| ---- | ---- | ---- | ---- | ---- | ---- | ---- | ---- | ---- |
| 983  | 968  | 983  | 901  | 892  | 811  | 755  | 756  | 805  |

| 1962 | 1968 | 1975 | 1982 | 1990  | 1999  | 2006  | 2008  | 2013  |
| ---- | ---- | ---- | ---- | ----- | ----- | ----- | ----- | ----- |
| 769  | 772  | 814  | 877  | 1 049 | 1 152 | 1 283 | 1 321 | 1 374 |

| 2018  | 2022  | - | - | - | - | - | - | - |
| ----- | ----- | - | - | - | - | - | - | - |
| 1 320 | 1 331 | - | - | - | - | - | - | - |

### Sports
Les sports incluent : tennis, football, chasse, équitation, ULM.

### Enseignement
- École primaire et maternelle.

### Associations
- Les Jeunes d'Autrefois ;
- Animation Loisirs ;
- Tennis Club ;
- Amicale scolaire ;
- A.S. Foot ;
- Choisy Environnement ;
- Alzheimer Seine-et-Marne ;
- ASSAD, association de soins, services et aide à domicile.

## Économie

### Revenus de la population et fiscalité
En 2018, le nombre de ménages fiscaux de la commune était de 532, représentant 1 417 personnes et la  médiane du revenu disponible par unité de consommation  de 23 560 euros.

### Emploi
En 2018, le nombre total d’emplois dans la zone était de 239, occupant 579 actifs  résidants (dont 15,7 % dans la commune de résidence et 84,3 % dans une commune autre que la commune de résidence).
Le taux d'activité de la population (actifs ayant un emploi) âgée de 15 à 64 ans s'élevait à 68,9 % contre un taux de chômage de 7,6 %. 
Les 23,5 % d’inactifs se répartissent de la façon suivante : 9,9 % d’étudiants et stagiaires non rémunérés, 7,4 % de retraités ou préretraités et 6,2 % pour les autres inactifs.

#### Entreprises et commerces
En 2019, le nombre d’unités légales et d’établissements (activités marchandes hors agriculture) par secteur d'activité était de 88 dont 5 dans l’industrie manufacturière, industries extractives et autres, 19 dans la construction, 19 dans le commerce de gros et de détail, transports, hébergement et restauration, 1 dans l’Information et communication, 3 dans les activités immobilières, 20 dans les activités spécialisées, scientifiques et techniques et activités de services administratifs et de soutien, 12 dans l’administration publique, enseignement, santé humaine et action sociale et 9  étaient relatifs aux autres activités de services.
En 2020, 8 entreprises individuelles ont été créées sur le territoire de la commune.
Au 1er janvier 2021, la commune ne disposait pas d’hôtel et de terrain de camping.

## Culture locale et patrimoine

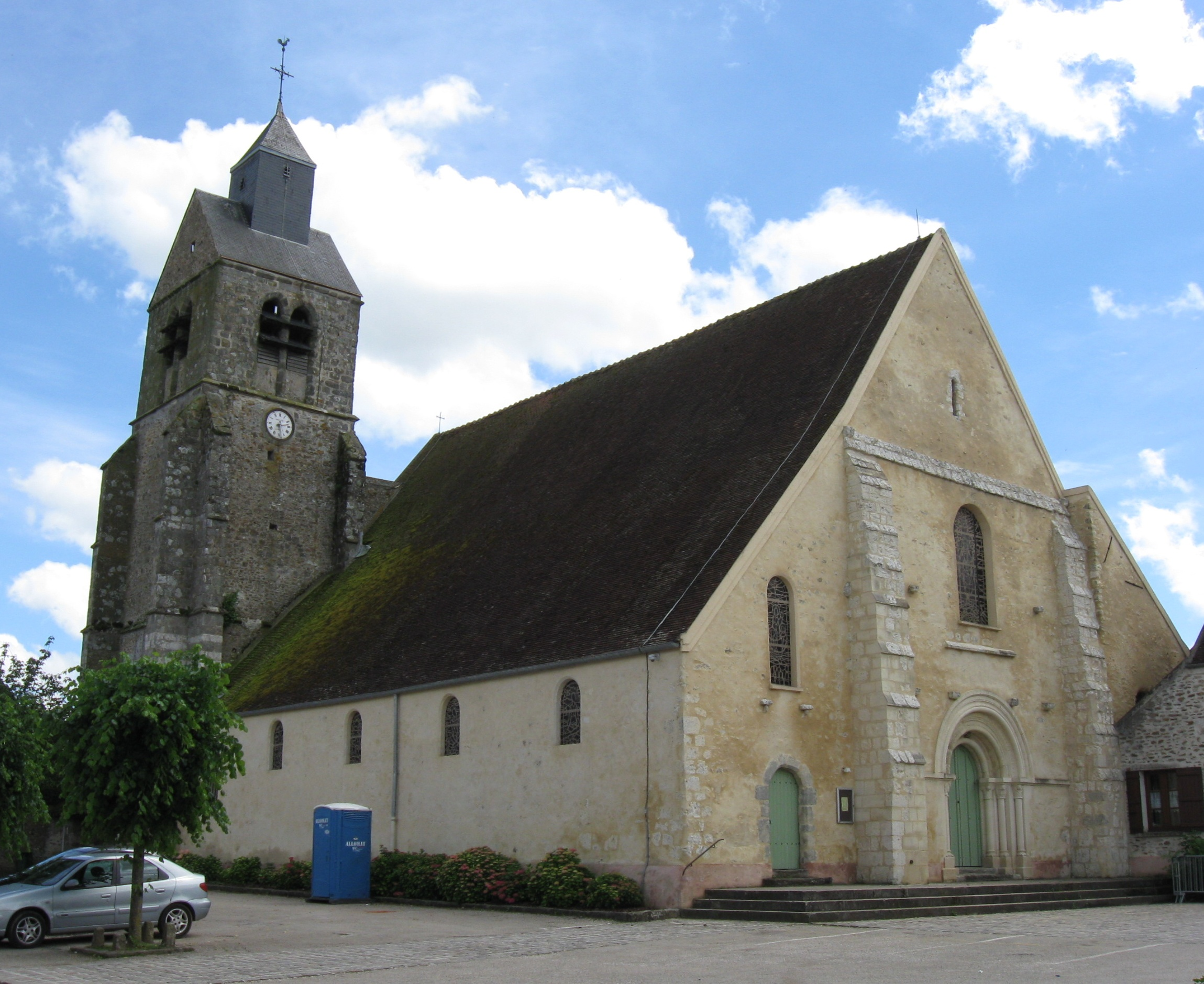
L'église Saint-Pierre-et-Saint-Paul.

### Lieux et monuments
- Église Saint-Pierre-et-Saint-Paul, XIIe et XIIIe siècles.

Bâtiment  Inscrit MH (1969),.
- Prieuré Saint-Eutrope de Choisy-en-Brie, de l'ordre de Saint-Benoît, entièrement détruit

### Patrimoine naturel
- Le « site Natura 2000 de la rivière du Vannetin »[57]

### Héraldique, devise et logotype
| Blason de Choisy-en-Brie | Blason  | Écartelé au 1) de gueules au chevron ondée couché d’or, au 2) d’azur à une crosse d’argent issante, au 3) d’azur à un silex d’argent, au 4) de gueules à trois navettes de tisserand d’or; sur le tout, d’argent à une étoile de sept rais de sinople. Ornements extérieursTimbré d'une couronne murale d'argent, supporté à dextre d'un rameau de frêne et à senestre d'une gerbe de blé, tous deux au naturel et croisés en sautoir, la Croix de guerre 1914-1918 appendue à la pointe de l'écu et brochant sur la croisure. |
| Blason de Choisy-en-Brie | Détails | Conçu par Jean-Claude Molinier. Figure sur le site internet de la commune. |

Symbolique revendiquée :
- Le premier quartier est couleur de Brie, province de Choisy. Le jaune symbolise les deux cours d'eau entourant le village en presqu'île.
- La crosse symbolise le Prieuré Saint-Martin-des-Champs, propriétaire et « seigneur » du village de longs siècles durant.
- Le silex symbolise la présence d'un site préhistorique près du village.
- Les navettes marquent la présence d'une importante concentration de tisserands à cet endroit.
- L'étoile verte à 7 branches marque la caractéristique du village qui possédait 7 rues partant en étoile de l'église[59].